# Кузеєв Раїль Гумерович
Раї́ль Гуме́рович Кузе́єв (башк. Рәил Ғүмәр улы Кузеев; нар. 10 січня 1929, прис. Амінєво, нині Чишминський район Башкортостану — пом. 2 серпня 2005, Уфа) — радянський, російський і башкирський учений-етнограф, історик, доктор історичних наук, професор, член-кореспондент РАН, академік АН Республіки Башкортостан, почесний академік Національної академії наук і мистецтв Чувашії, Заслужений діяч науки РРФСР та БАРСР.

## Життєпис
Народився 10 січня 1929 у присілку Амінєво, що нині у Чишминському районі Республіки Башкортостан, рідний брат ректора Башкирського педагогічного університету Рустема Гумеровича Кузеєва.
Був одним із перших випускників історичного факультету Башкирського державного університету (тодішнього Башкирського педагогічного інституту ім. К. А. Тімірязєва) у 1950 році. Після випуску до 1951 працював молодшим науковим співробітником ІІМЛ Башкирської філії Академії наук СРСР, де продовжив роботу з 1954 по 1983 рік, обіймаючи посаду завідувача відділу археології, етнографії та народного мистецтва в 1955-1961, 1967-1968 і 1976-1978 роках. Одночасно у 1960—1987 роках був заступником голови Президії Башкирської філії Академії наук СРСР, у 1960-1970 рр. працював викладачем БДУ, у 1973-1994 — викладачем БДПІ (у 1974-1975 і в 1989 — завідувач кафедри історії СРСР і загальної історії, кафедри історії СРСР). З 1983 по 1999 рік завідував Відділом народів Уралу і Музеєм археології та етнографії УНЦ РАН, з 1994 по 1997 рік — президент Асоціації російських етнографів і антропологів, у 1995-1996 роках — виконувач обов'язків віце-президента АН РБ, у 1999—2001 роках — директор Центру етнологічних досліджень УНЦ РАН.  
Наукові дослідження Кузеєва присвячені теорії етносу, історії етнокультурних взаємодій тюркських (башкири, татари, чуваші та ін.), фінно-угорських (марійці, мордва, удмурти тощо) і східнослов'янських (білоруси, росіяни, українці) народів Поволжя і Південного Уралу з найдавніших часів до сучасності. Вчений розглянув проблеми етногенезу та  етнічної історії башкирського народу, демографії, родоплемінної організації башкирів, етнографічних груп і етнічних груп, вивчення
традиційного господарства, декоративно-вжиткового мистецтва башкирів. Він займався також археографією, історичною географією, історіографією, джерелознавством, ономастикою, палеографією, епітафікою, питаннями сучасних міжнаціональних відносин.
У збірнику «Башкирські шежере» (1960) Кузеєв систематизував 25 шежере великих башкирських племен і родів. У монографії «Походження башкирського народу. Етнічний склад, історія розселення» (2010) він описав етнічні процеси, що відбувалися на Південного Уралі у II половині І тисячоліття н. е. — XVI столітті, реконструював шляхи міграції тюркських і фінно-угорських племен тощо. У праці «Демократія. Громадянськість. Етнічність» (1999) розглянуто міжнаціональні відносини у пострадянській Росії, перспективи розвитку суспільства, долі етнічної культури народів Башкортостану у XXI сторіччі. Кузеєв розробив програму Державну програму «Народи Башкортостану», яка передбачала реалізацію комплексу заходів зі збереження і розвитку національних культур, гармонізації міжетнічних взаємин. 
Автор близько 500 наукових праць. Голова Південно-Уральського відділення Археографічної комісії РАН (із 1973), член Президентської ради (1994-1998), співголова Громадської наради при Президенті РБ (з 1994). Лауреат Державної премії РБ в галузі науки і техніки (1999). Нагороджений орденами Трудового Червоного Прапора (1971), Дружби народів (1975) та Пошани (2000).  
Велику громадську роботу етнографа було відзначено нагородою «Почесний знак Спілки радянських товариств дружби і культурних зв'язків із зарубіжними країнами "За внесок у справу дружби"» (1983).
Помер 2 серпня 2005 в Уфі.

## Наукові праці
- Кузеев Р. Г. Проблемы этнической истории народов Среднего Поволжья и Южного Урала с середины второй половины I тыс. н. э. до XVI в
- Кузеев Р. Г. Историческая этнография башкирского народа. Уфа
- Кузеев Р. Г. Происхождение башкирского народа: Этнический состав, история расселения. — М. : Наука, 1974. — 572 с. — 2400 прим. (у пер.)
- Кузеев Р. Г. Очерки исторической этнографии башкир: Родоплеменные организации башкир в XVII—XVIII вв. Ч. 1. Уфа, 1957
- Кузеев Р. Г. Историческая этнография башкирского народа. Уфа, 1978
- Кузеев Р. Г. Народы Среднего Поволжья и Южного Урала: Этногенетический взгляд на историю. М.: Наука, 1992.
- Кузеев Р. Г. Национальные движения в Волго-Уральском регионе и федерализм в России // Этничность и власть в полиэтничских регионах. М.: Наука
- Кузеев Р. Г. Государственная программа «Народы Башкортостана». Уфа
- Кузеев Р. Г. Декоративное творчество башкирского народа. Уфа

## Пам'ять
У рідному присілку перед будинком Кузеєва встановлено гранітну плиту, в Уфі на будинку, де він жив, — пам'ятна дошка. Ім'я Кузеєва носить Інститут етнологічних досліджень та інформаційно-бібліотечний центр Уфимської філії Московського державного гуманітарного університету ім. М. Шолохова, у 2009 засновано премію його імені. У Музеї археології та етнографії Уфимського наукового центру РАН у кімнаті для гостей є куточок пам'яті Кузеєва, при вході у музей встановлено погруддя, а у фоє — барельєф. З 2006 в Уфі проводяться Кузеєвські читання.  